# Путні (Джорджія)
Путні (англ. Putney) — переписна місцевість (CDP) в США, в окрузі Догерті штату Джорджія. Населення — 2869 осіб (2020).

## Географія
Путні розташоване за координатами 31°28′29″ пн. ш. 84°6′19″ зх. д. / 31.47472° пн. ш. 84.10528° зх. д. (31.474745, -84.105241).  За даними Бюро перепису населення США в 2010 році переписна місцевість мала площу 56,83 км², з яких 56,56 км² — суходіл та 0,28 км² — водойми.

## Демографія
Згідно з переписом 2010 року, у переписній місцевості мешкало 2898 осіб у 1121 домогосподарстві у складі 817 родин. Густота населення становила 51 особа/км².  Було 1228 помешкань (22/км²).
Расовий склад населення:
| - 51,3 % — білих - 45,1 % — чорних або афроамериканців - 0,5 % — корінних американців - 0,4 % — азіатів - 1,0 % — осіб інших рас |

До двох чи більше рас належало 1,6 %. Частка іспаномовних становила 2,0 % від усіх жителів.
За віковим діапазоном населення розподілялося таким чином: 23,7 % — особи молодші 18 років, 62,1 % — особи у віці 18—64 років, 14,2 % — особи у віці 65 років та старші. Медіана віку мешканця становила 40,3 року. На 100 осіб жіночої статі у переписній місцевості припадало 93,5 чоловіків;  на 100 жінок у віці від 18 років та старших — 91,8 чоловіків також старших 18 років.
Середній дохід на одне домашнє господарство  становив 52 336 доларів США (медіана — 44 375), а середній дохід на одну сім'ю — 52 515 доларів (медіана — 44 000). Медіана доходів становила 41 023 долари для чоловіків та 33 696 доларів для жінок. За межею бідності перебувало 11,3 % осіб, у тому числі 31,4 % дітей у віці до 18 років та 4,4 % осіб у віці 65 років та старших.
Цивільне працевлаштоване населення становило 988 осіб. Основні галузі зайнятості: освіта, охорона здоров'я та соціальна допомога — 21,6 %, виробництво — 15,6 %, науковці, спеціалісти, менеджери — 9,0 %, публічна адміністрація — 8,9 %.